# Culles-les-Roches
Culles-les-Roches és un municipi francès, situat al departament de Saona i Loira i a la regió de Borgonya - Franc Comtat. L'any 2007 tenia 184 habitants.

## Demografia

### Població
El 2007 la població de fet de Culles-les-Roches era de 184 persones. Hi havia 84 famílies, de les quals 24 eren unipersonals (20 homes vivint sols i 4 dones vivint soles), 28 parelles sense fills, 28 parelles amb fills i 4 famílies monoparentals amb fills.
La població ha evolucionat segons el següent gràfic:
Habitants censats

### Habitatges
El 2007 hi havia 125 habitatges, 83 eren l'habitatge principal de la família, 29 eren segones residències i 12 estaven desocupats. 123 eren cases i 1 era un apartament. Dels 83 habitatges principals, 78 estaven ocupats pels seus propietaris i 5 estaven llogats i ocupats pels llogaters; 6 tenien dues cambres, 10 en tenien tres, 18 en tenien quatre i 49 en tenien cinc o més. 70 habitatges disposaven pel capbaix d'una plaça de pàrquing. A 29 habitatges hi havia un automòbil i a 45 n'hi havia dos o més.

### Piràmide de població
La piràmide de població per edats i sexe el 2009 era:
| Homes | Edats   | Dones |
| ----- | ------- | ----- |
| 0     | 95 o +  | 0     |
| 0     | 90 a 94 | 0     |
| 0     | 85 a 89 | 0     |
| 0     | 80 a 84 | 0     |
| 8     | 75 a 79 | 4     |
| 0     | 70 a 74 | 12    |
| 0     | 65 a 69 | 0     |
| 0     | 60 a 64 | 4     |
| 8     | 55 a 59 | 8     |
| 8     | 50 a 54 | 4     |
| 20    | 45 a 49 | 8     |
| 4     | 40 a 44 | 12    |
| 16    | 35 a 39 | 12    |
| 8     | 30 a 34 | 16    |
| 0     | 25 a 29 | 0     |
| 0     | 20 a 24 | 0     |
| 4     | 15 a 19 | 20    |
| 8     | 10 a 14 | 4     |
| 4     | 5 a 9   | 8     |
| 0     | 0 a 4   | 8     |

## Economia
El 2007 la població en edat de treballar era de 120 persones, 97 eren actives i 23 eren inactives. De les 97 persones actives 91 estaven ocupades (51 homes i 40 dones) i 6 estaven aturades (2 homes i 4 dones). De les 23 persones inactives 12 estaven jubilades, 6 estaven estudiant i 5 estaven classificades com a «altres inactius».

### Ingressos
El 2009 a Culles-les-Roches hi havia 85 unitats fiscals que integraven 204 persones, la mediana anual d'ingressos fiscals per persona era de 17.605 €.

### Activitats econòmiques
Dels 5 establiments que hi havia el 2007, 1 era d'una empresa de construcció, 1 d'una empresa de comerç i reparació d'automòbils, 1 d'una empresa immobiliària i 2 d'empreses de serveis.
L'únic servei als particulars que hi havia el 2009 era un paleta.
L'any 2000 a Culles-les-Roches hi havia 20 explotacions agrícoles que ocupaven un total de 420 hectàrees.

## Poblacions més properes
El següent diagrama mostra les poblacions més properes.